# Skov Olesens Plantage
Skov Olesens Plantage er et naturområde syd for Hammerum på grænsen mellem Herning Kommune og Ikast-Brande Kommune, og udgør i dag 55 ha, heraf er 33 ha bevokset med skov. Plantagen blev for størstedelens vedkommende anlagt på heden i begyndelsen af 1950’erne. 

## Historie
Arealerne til plantagen blev skænket til den daværende Gjellerup Sognekommune af landmand Mads Skov Olesen og hustruen Anna i 1946. Ved kommunesammenlægningen i 1970 overgik plantagen til Herning Kommune.

## Seværdigheder
I plantagen findes en række gravhøje, blandt andet Hesselbjerg.